# Lục Giả
Lục Giả (giản thể: 陆贾; phồn thể: 陸賈; bính âm: Lù Jiǎ, 240 TCN-170 TCN) là mưu thần nhà Hán trong lịch sử Trung Quốc. Ông tham gia giúp Hán Cao Tổ trong chiến tranh với nước Sở và thuyết phục vua Nam Việt là Triệu Đà thần phục nhà Hán.

## Đi sứ Nam Việt
Lục Giả là người nước Sở, làm môn khách theo Lưu Bang. Ông nổi tiếng là người có tài biện luận. Lục Giả ở gần Lưu Bang, thường đi sứ sang các chư hầu.
Trong lúc các chư hầu cuối thời Tần nổi lên tranh bá Trung Nguyên thì ở phía Nam, quan nhà Tần là Triệu Đà chiếm cứ vùng Lĩnh Nam, tự lập làm vua nước Nam Việt.
Năm 202 TCN, Lưu Bang diệt Hạng Vũ thống nhất thiên hạ lên làm vua, tức là Hán Cao Tổ. Hán Cao Tổ sai Lục Giả đi sứ Nam Việt phong cho Triệu Đà làm Nam Việt Vương.
Khi Lục Giả đến, Triệu Đà vẫn dùng tác phong sinh hoạt của người Việt bản địa, búi tóc, ngồi xổm tiếp Lục Giả. Lục Giả bèn thuyết phục Triệu Đà: 
Túc hạ là người Trung Quốc, bà con thân thích, anh em, mồ mả ở Chân Định... Thiên tử nghe nói nhà vua làm vua ở Nam Việt, không giúp Thiên tử giết bọn bạo nghịch; các quan văn võ muốn đem binh đến trừng trị nhà vua. Nhưng Thiên tử thương trăm họ mới khó nhọc khổ sở, cho nên hãy cho họ nghỉ ngơi, sai tôi trao ấn quân vương, chặt phù, cho sứ thần đi lại. Nhà vua nên ra đón từ xa, quay mặt về hướng Bắc xưng thần mới phải, thế mà lại muốn lấy nước Việt mới lập, chưa bình định xong, xưng hùng xưng bá ở đây. Nếu vua Hán quả biết điều đó thì sẽ sai đào mồ đốt mả của cha ông nhà vua, diệt dòng họ, sai một viên tướng cầm mười vạn quân đến Việt. Thế thì nước Việt sẽ giết nhà vua mà đầu hàng Hán như trở bàn tay thôi.
Triệu Đà bèn ngồi lại ngay ngắn như người Trung Quốc, xin lỗi Lục Giả. Triệu Đà rất quý trọng Lục Giả, giữ ông lại uống rượu mấy tháng và tặng cho ông một cái túi ngọc đáng giá ngàn vàng, lại cho một món quà khác cũng có giá trị như món đồ trên. Triệu Đà theo lời Lục Giả, xưng thần với nhà Hán.
Lục Giả trở về tâu lên việc Nam Việt quy phục, Hán Cao Tổ phong cho ông làm Thái trung đại phu.

## Soạn sách Tân Thư
Lục Giả thường hay đến nói chuyện Kinh Thi, Kinh Thư với Lưu Bang. Lưu Bang tỏ thái độ khinh thị sách vở vì bản thân mình từng chinh phục thiên hạ bằng vũ lực. Lục Giả giảng giải cho Lưu Bang:
Nhà vua ngồi trên mình ngựa lấy được thiên hạ, nhưng có thể ngồi trên lưng ngựa mà cai trị thiên hạ không? Vả chăng, các vua Thành Thang, Vũ Vương lấy được thiên hạ một cách nghịch, nhưng lại giữ thiên hạ một cách thuận. Dùng cả văn lẫn vũ là cái thuận lâu dài. Ngày xưa, vua Ngô Phù Sai, Trí Bá đều hết sức mạnh mà vẫn bị diệt vong, nhà Tần dùng hình pháp không thay đổi nên cuối cùng họ Doanh bị diệt. Giả sử trước đây sau khi nhà Tần đã thôn tính thiên hạ, lại thi hành nhân nghĩa, theo phép tắc của các vị thánh ngày xưa thì bệ hạ làm sao mà có được thiên hạ?
Lưu Bang nghe xong có vẻ hơi thẹn, bèn bảo Lục Giả viết sách lý giải tại sao Tần mất thiên hạ và tại sao Lưu Bang được thiên hạ, đồng thời lý giải những việc tồn vong của các quốc gia từ xưa. Lục Giả theo lời, bèn viết sách thuật những bằng chứng về sự tồn tại hay sự diệt vọng của một nước, tất cả mười hai thiên. Mỗi khi một thiên đưa lên, lần nào cũng khen, gọi sách là Tân Thư.

## Giúp Trần Bình
Thời Hán Huệ Đế, Lã thái hậu cầm quyền chính muốn phong người họ Lã làm vương, không thích các quan đại thần có tài biện luận. Lục Giả tự thấy không thể dự việc triều chính nên cáo bệnh xin về nhà.
Thế lực họ Lã rất lớn, chuyên quyền muốn uy hiếp vị vua còn nhỏ tuổi. Hữu thừa tướng là Trần Bình sợ sức mình không thể can ngăn, thường rất lo lắng. Lục Giả đến thăm, vào thẳng chỗ ngồi. Ông đoán ngay tâm tư của Trần Bình. Trần Bình hỏi kế ông. Lục Giả nói: 
Khi thiên hạ yên thì người ta chú ý đến ông thừa tướng, khi thiên hạ nguy thì người ta chú ý đến ông tướng quân. Thừa tướng và tướng quân hòa hợp với nhau thì các kẻ sĩ theo, các kẻ sĩ theo thì thiên hạ tuy có biến nhưng cái quyền vẫn không bị chia sẻ. Cho nên muốn lo việc xã tắc là ở trong tay hai vị mà thôi. Tôi thường nói với quan thái thú Giáng Hầu, nhưng Giáng Hầu (Chu Bột) với tôi là chỗ bạn chơi, xem thường lời nói của tôi. Tại sao ông không đi lại vui vẻ với thái úy và liên kết thân mật với nhau?
Trần Bình dùng kế của ông, bèn đem năm trăm cân vàng biếu Chu Bột làm lễ chúc thọ có đủ tiệc rượu và âm nhạc. Chu Bột cũng đáp lại như vậy. Từ đó hai người thân mật, liên kết với nhau chặt chẽ. Sau khi Lã hậu mất, Trần Bình và Chu Bột cùng nhau lật đổ họ Lã, lập con thứ tư của Lưu Bang là Hán Văn Đế lên ngôi vua.

## Đi sứ Nam Việt lần hai
Hán Văn Đế muốn giữ yên bờ cõi với Nam Việt vì nước này từng gây hấn trong thời Lã hậu cầm quyền, lại muốn cử người đi sứ. Trần Bình lại tiến cử Lục Giả. Ông được phong làm thái trung đại phu, phụng mệnh đi sứ Nam Việt lần thứ hai.
Trong thời gian chống Lã hậu, Triệu Đà dùng xe hoàng ốc, từng gọi mệnh lệnh của mình là "chế" như thiên tử nhà Hán. Lục Giả thuyết phục Triệu Đà bỏ xe hoàng ốc và thôi không gọi mệnh lệnh là chế, giữ đúng nghi lễ của chư hầu. Triệu Đà ưng thuận, quy phục Hán Văn Đế.
Không rõ sau này Lục Giả mất năm nào. Ông sống từ thời nhà Tần đến thời Hán Văn Đế, hoạt động trong khoảng hơn 30 năm.